# ベニグノ・フィティアル
ベニグノ・レペキ・フィティアル（英語: Benigno Repeki Fitial; 1945年11月27日 - ）は、北マリアナ諸島・サイパン島出身の政治家、第7代北マリアナ諸島知事(2006年1月9日 - 2013年3月7日; 通算2期)。
非チャモロ系として初めて知事に当選した。任期途中に弾劾され辞職。

## 人物・経歴
1945年11月27日、サタワル族の家庭で育ったフィティアルは、1964年にサイパン島のマウント・カーメル・スクールを優秀な成績で卒業。グアム大学で経営学の学士号を取得。北マリアナ諸島の大手衣料品メーカーのタンホールディングスやサイパン銀行などで役員を歴任した。

### 政治家として
2001年、共和党を離党し、自身に近い議員と共に誓約党を設立した。同年の知事選挙に副知事候補のリタ・イノスと共に出馬したが、共和党から出馬したフアン・ババウタに敗北した。2003年、北マリアナ諸島総選挙で下院議員に当選。同選挙では、誓約党が過半数を獲得し、フィティアルは下院議長にも選出された。

#### 第一次フィティアル政権
2005年、誓約党から知事選に出馬。副知事候補はティモシー・P・ヴィラゴメス。総投票数の28.1％を獲得し、無所属のヘインズ・ホフシュナイダーと共和党現職のフアン・ババウタを破った。2位のホフシュナイダーとの票差は99票で、知事選の最小票差勝利を記録した。フィティアルは、北マリアナ諸島で初めて選出されたカロリン系の知事だった。カロリン人はカロリン諸島の先住民であり、現在マリアナ諸島北部に住んでいるカロリン人の祖先の多くは19世紀初頭に現在のミクロネシア連邦のヤップ島とチューク島から移住してきた。北マリアナ諸島の歴代知事は全て先住民のチャモロ人であった。
フィティアルは、知事としての任期中、予算不足、景気低迷、日本の観光業衰退などの課題に直面。いくつかの政府機関の自治権を廃止し、機能を行政に移管するなどの政策を行った結果、知事に権力を集中させているとの批判を受けた。
2006年には、腰部脊柱管狭窄症の治療のため、ロサンゼルスの病院に入院し手術を受けた。
ティモシー・P・ヴィラゴメス副知事は、詐欺や贈収賄の容疑で刑事告発され、有罪判決を受けた後、2009年4月24日に辞任した。ヴィラゴメスは、副知事として初めて刑事裁判で有罪判決を受けた。この前代未聞の事態にフィティアル知事は3日後の4月27日、CNMI財務長官のエロイ・イノスを副知事に指名した。フィティアルとイノスは、太平洋諸島信託統治領時代、共に政府の役人を務め、面識があった。5月1日、上院議員の9名全員による投票の結果、満場一致で承認され、イノスは副知事に就任した。公選を経ずに副知事が就任したのは、1978年に自治領としての北マリアナ諸島が成立して以降初のことであり、4月24日から5月1日までの間、副知事の不在が生じたのも史上初のことであった。

#### 2009年知事選挙
2009年7月23日、フィティアルはイノスと共に選挙委員会に知事への立候補を届け出た。同選挙では、前回僅差で敗れたヘインズ・ホフシュナイダーが共和党から出馬し、そのほかに無所属で、フアン・パン・ゲレーロとラモン・ゲレーロが出馬した。フィティアルは再選できなかった場合、政界引退することを公言しており、その結果が注目された。11月に行われた総選挙では、ホフシュナイダーがわずか8票差ながら最多得票を得た。しかし、過半数を獲得した候補がいなかったため、ホフシュナイダーとフィティアルの間で決選投票が行われ、フィティアルが370票差で決選投票を制し、再選した。

#### 第二次フィティアル政権
2011年1月5日、フィティアルは共和党に再入党し、誓約党と共和党の合流を目指していると発表した。2月に予定されていた共和党の党員集会に向けた動きであったが、両党の合意を得られず失敗した。
2011年1月8日、不法入国斡旋などの容疑で拘束されていた中国人女性を一時釈放し、知事の自宅にマッサージのため呼び出していたことが明らかになった。
2012年8月、公営企業とアメリカ・デラウェア州の民間電力会社の間で、25年間で1億9000万ドルの売買契約が入札もなく秘密裏に結ばれたことが問題視された。これを受け、上院議員のジャネット・マラティータは北マリアナ諸島上級裁判所に、契約の差し止めを求める訴訟を起こした。同月、無所属の下院議員ジョセフ・デレオン・ゲレーロを中心とする一部の議員グループは、下院にフィティアル知事の弾劾決議を提出。決議文には、無入札の電力契約のほか、中国人女性を釈放した件など16件の問題行動が弾劾の理由として挙げられた。弾劾は最終的に却下された。
2012年11月に総選挙が行われ、誓約党と共和党が大きく議席を減らした。下院の召集日である2013年1月14日、職務怠慢・権力の濫用など18項目からなる弾劾決議が提出された。2013年2月11日から、18の弾劾決議に関する審議が2日にわたって行われ、全ての弾劾決議が賛成多数で可決され、上院に送られた。これを受けてフィティアルは健康上の理由などから辞任。即日受理された。任期途中の知事辞職は北マリアナ諸島史上初のことであり、知事の弾劾については、北マリアナ諸島を含めたアメリカ合衆国の島嶼地域(準州)でも初のことであった。アメリカ合衆国全体では、知事の弾劾は13例目となる。

## 家族
妻はフィリピン系移民のジョセフィーナ・パディエルモス・フィティアル(Josepina Padiermos Fitial)。愛称のジョシー・フィティアルと表記されることもある。ジョシーとの間には2人の子供がおり、前妻との間に4人の子供がいる。